# Союз ТМ-11
Союз ТМ-11 — радянський пілотований космічний корабель (КК) серії «Союз ТМ», типу 7К-СТМ, індекс ГРАУ 11Ф732. Серійний номер 61. Міжнародні реєстраційні номери: NSSDC ID: 1990-107A; NORAD ID: 20981.
Десятий пілотований політ корабля серії «Союз ТМ» до орбітальної станції Мир. 11й пілотований політ до орбітальної станції Мир, 138й пілотований політ, 135й орбітальний політ, 71й радянський політ.
Корабель замінив Союз ТМ-10 як рятувальний апарат у зв'язку з обмеженою тривалістю експлуатації корабля.

### Інші польоти
Під час польоту корабля Союз ТМ-11:
- тривали польоти орбітальних комплексів:

- радянської орбітальної станції Салют-7 з пристикованим транспортним кораблем постачання Космос-1686 (ТКС-4);
- радянської орбітальної станції Мир з пристикованим транспортним космічним кораблем Союз ТМ-10;

- закінчився політ транспортного космічного корабля Союз ТМ-10;
- відбулись польоти:

- американських шатлів Колумбія (STS-35), Атлантіс (STS-37) і Діскавері (STS-39);
- радянських вантажних космічних кораблів Прогрес М-6 і Прогрес М-7;

- почався політ радянського транспортного космічного корабля Союз ТМ-12.

## Екіпаж

### Екіпаж на старті
- Командир Афанасьєв Віктор Михайлович (1й космічний політ)
- Бортінженер Манаров Муса Хіраманович (2й космічний політ)
- Космонавт-дослідник Акіяма Тойохіро (1й космічний політ)

#### Дублерний екіпаж
- Командир Арцебарський Анатолій Павлович
- Бортінженер Крикальов Сергій Костянтинович
- Космонавт-дослідник Кікуті Рьоко

#### Запасний екіпаж
- Командир Волков Олександр Олександрович
- Бортінженер Калері Олександр Юрійович

### Екіпаж при посадці
- Командир Афанасьєв Віктор Михайлович
- Бортінженер Манаров Муса Хіраманович
- Космонавт-дослідник Хелен Патриція Шарман

## Політ

### Запуск Союзу ТМ-11
2 грудня 1990 о 08:13:32 UTC з космодрому Байконур ракетою-носієм Союз-У2 (11А511У2) було запущено космічний корабель Союз ТМ-11 з екіпажем: командир Афанасьєв Віктор Михайлович, бортінженер Манаров Муса Хіраманович, космонавт-дослідник Акіяма Тойохіро (Японія).
У космосі вперше в історії опинились одночасно 12 осіб: 7 на шатлі, запущеному 2 грудня о 06:49:01, 2 на орбітальній станції Мир, 3 на кораблі Союз ТМ-11.

### Стикування Союзу ТМ-11
4 грудня 1990 о 09:57:09 UTC космічний корабель Союз ТМ-11 пристикувався до переднього стикувального вузла базового блоку орбітального комплексу Мир.
Після стикування на станції перебували: командир сьомого основного екіпажу Манаков Геннадій Михайлович, бортінженер сьомого основного екіпажу Стрекалов Геннадій Михайлович, командир восьмого основного екіпажу Афанасьєв Віктор Михайлович, бортінженер восьмого основного екіпажу Манаров Муса Хіраманович, космонавт-дослідник шостого екіпажу відвідин Акіяма Тойохіро (Японія).
5 грудня 1990 було перенесено крісла екіпажу з корабля Союз ТМ-11 до ТМ-10.
8 грудня 1990 сьомий основний екіпаж почав завантаження корабля Союз ТМ-10 відзнятими матеріалами і результатами експериментів.

### Відстикування Союзу ТМ-10
10 грудня 1990 о 02:48:11 UTC космічний корабель Союз ТМ-10 з екіпажем — командир Манаков Геннадій Михайлович, бортінженер Стрекалов Геннадій Михайлович, космонавт-дослідник Акіяма Тойохіро (Японія) — відстикувався від заднього стикувального вузла модуля Квант орбітального комплексу Союз ТМ-11+Мир.
Після відстикування на станції залишився восьмий основний екіпаж: командир Афанасьєв Віктор Михайлович, бортінженер Манаров Муса Хіраманович.

### Посадка Союзу ТМ-10
10 грудня 1990 о 03:13:49 UTC корабель Союз ТМ-10 увімкнув двигуни на гальмування для сходу з орбіти, о 05:40:35 відокремився орбітальний відсік, о 06:08:12 UTC спускний апарат приземлився за 69 км на північний захід від міста Аркалик.
Акіяма Тойохіро — японський журналіст, за політ заплатила телевізійна компанія Tokyo Broadcasting System (TBS). Радянська сторона назвала політ першим радянським комерційним і заявила про отримання 14 млн $. Журналіст щодня здійснював телевізійні репортажі тривалістю 10 хв і радіорепортажі тривалістю 20 хв. Системи живлення, відео і телевізійна були несумісними з бортовою мережею, що змушувало використовувати перетворювачі. Телевізійне обладнання масою майже 170 кг було доставлено вантажним кораблем Прогрес М-5 і встановлено сьомим основним екіпажем.
TBS наживо показувала посадку спускного апарата.

### Перший вихід у відкритий космос
7 січня 1991 о 17:03 UTC восьмий основний екіпаж станції — командир Афанасьєв Віктор Михайлович, бортінженер Манаров Муса Хіраманович — почав вихід у відкритий космос. Космонавти відремонтували пошкоджено петлю зовнішнього люка модуля Квант-2, закрили для перевірки люк і знову відкрили його. Після цього космонавти закріпили на зовнішній поверхні станції обладнання для установки під час наступних виходів. Наприкінці екіпаж зняв зовнішню телекамеру модуля Квант-2 для ремонту всередині станції. О 22:21 екіпаж закінчив вихід у відкритий космос тривалістю 5 годин 18 хвилин.

### Прогрес М-6 (запуск і стикування)
14 січня 1991 о 14:50:27 UTC з космодрому Байконур ракетою-носієм Союз-У2 (11А511У2) було запущено вантажний космічний корабель Прогрес М-6.
16 січня 1991 о 16:35:23 UTC Прогрес М-6 пристикувався до заднього стикувального вузла модуля Квант орбітального комплексу Мир+Союз ТМ-11. Корабель доставив запасні частини для заміни несправного обладнання на борту станції.

### Другий вихід у відкритий космос
23 січня 1991 о 10:59 UTC восьмий основний екіпаж станції — командир Афанасьєв Віктор Михайлович, бортінженер Манаров Муса Хіраманович — почав вихід у відкритий космос. Космонавти доставили контейнер довжиною 6 м на зовнішню поверхню базового блоку. У контейнері розміщувався складений кран Стріла з поворотним механізмом. Екіпаж встановив Стрілу на місце, де під час запуску базового блоку кріпився обтічник. Кран масою 45 кг міг витягуватись на 14 м і переміщувати вантаж масою до 700 кг. О 16:32 екіпаж закінчив другий вихід у відкритий космос тривалістю 5 годин 33 хвилини.

### Третій вихід у відкритий космос
26 січня 1991 о 09:00 UTC восьмий основний екіпаж станції — командир Афанасьєв Віктор Михайлович, бортінженер Манаров Муса Хіраманович — почав вихід у відкритий космос. Космонавти встановили ферму для кріплення двох панелей сонячних батарей модуля Кристал на модулі Квант. О 15:20 екіпаж закінчив вихід у відкритий космос тривалістю 6 годин 20 хвилин.

### Салют-7
З 25 червня 1986 орбітальний комплекс з орбітальної станції Салют-7 і пристикованого транспортного корабля постачання Космос-1686 (ТКС-4) здійснювала політ у безпілотному режимі. До 22 серпня 1986 Космос-1686 і двигуни станції збільшили висоту польоту законсервованого комплексу до 492—474 км. Комплекс вичерпав запаси палива. Очікувалось перебування на орбіті до входження в атмосферу 2000. Планувалось повернути станцію на Землю з допомогою Бурана, але програму багаторазових транспортних космічних кораблів закрили після першого випробувального польоту.
Внаслідок високої сонячної активності 1990 зросла щільність верхніх шарів атмосфери, тому комплекс почав неконтрольовано знижуватись. 7 лютого 1991 о 03:44 UTC комплекс зійшов з орбіти, уцілілі рештки впали у малонаселених територіях на кордоні Чилі й Аргентини.

### Прогрес М-6 (відстикування і знищення)
15 березня 1991 о 12:46:41 UTC вантажний космічний корабель Прогрес М-6 відстикувався від заднього стикувального вузла модуля Квант орбітального комплексу Мир+Союз ТМ-11.
15 березня 1991 о 17:14:00 UTC корабель увімкнув двигуни на гальмування для сходу з орбіти і о 18:07:26 UTC згорів у щільних шарах атмосфери.

### Прогрес М-7 (запуск і перші спроби стикування)
19 березня 1991 о 13:05:15 UTC з космодрому Байконур ракетою-носієм Союз-У2 (11А511У2) було запущено вантажний космічний корабель Прогрес М-7.
21 березня 1991 стикування очікувалось о 14:28 UTC, під час наближення корабля до станції на 500 м стикування було скасовано.
23 березня 1991 стикування було скасовано при наближенні Прогресу М-7 на 50 м, корабель пролетів за 5 метрів від станції, після цього Прогрес продовжив політ біля станції до з'ясування причин.

### Перестикування Союзу ТМ-11
26 березня 1991 о 10:12:00 UTC космічний корабель Союз ТМ-11 з восьмим основним екіпажем станції — командир Афанасьєв Віктор Михайлович, бортінженер Манаров Муса Хіраманович — відстикувався від переднього стикувального вузла базового блоку комплексу Мир. Для з'ясування причин невдалих спроб стикування Прогресу М-7 космонавти спробували пристикуватись до заднього стикувального вузла модуля Квант з використання системи Курс (зазвичай перестикування відбувається з ручним управлінням). Було виявлено відхилення в роботі системи Курс, корабель Союз ТМ-11 подібно до Прогреса відхилявся від стикувального вузла. Екіпаж закінчив стикування вручну. Причина збою при наближеннях Прогреса виявилась в роботі антени системи Курс біля переднього стикувального вузла базового блоку.
О 10:58:59 UTC космічний корабель Союз ТМ-11 пристикувався до заднього стикувального вузла модуля Квант орбітального комплексу Мир. Перестикуванням було звільнено передній стикувальний вузол базового блоку комплексу для прийому вантажного корабля Прогрес М-7, оскільки його було вирішено використати для наступної спроби стикування.

### Прогрес М-7 (стикування)
28 березня 1991 о 12:02:28 UTC Прогрес М-7 пристикувався до переднього стикувального вузла базового блоку орбітального комплексу Мир+Союз ТМ-11.
12 і 14 квітня Прогрес М-7 двома вмиканням двигуна збільшив висоту польоту станції з 360—377 до 370—382 км.

### Четвертий вихід у відкритий космос
25 квітня 1991 о 20:29 UTC восьмий основний екіпаж станції — командир Афанасьєв Віктор Михайлович, бортінженер Манаров Муса Хіраманович — почав вихід у відкритий космос. Муса Манаров зазнімкував пошкоджену антену і повідомив на Землю, що в антени відсутня одна тарілка. Космонавти встановили телекамеру, зняту під час першого виходу 7 січня і зремонтовану всередині станції 26 квітня о 00:03 екіпаж закінчив четвертий вихід у відкритий космос тривалістю 3 години 34 хвилини.

### Прогрес М-7 (відстикування і згорання)
6 травня 1991 о 22:59:36 UTC вантажний космічний корабель Прогрес М-7 відстикувався від переднього стикувального вузла базового блоку орбітального комплексу Мир+Союз ТМ-11.
7 травня 1991 о 16:24:19 UTC корабель увімкнув двигуни на гальмування для сходу з орбіти, відокремилась капсула Радуга, що приземлилась приблизно о 17:20:05 у РСФСР, корабель згорів у щільних шарах атмосфери. Після пирземлення капсулу не вдалось знайти.

### Запуск Союзу ТМ-12
18 травня 1991 о 12:50:28 UTC з космодрому Байконур ракетою-носієм Союз-У2 (11А511У2) було запущено космічний корабель Союз ТМ-12 з екіпажем: командир Арцебарський Анатолій Павлович, бортінженер Крикальов Сергій Костянтинович, космонавт-дослідник Хелен Патриція Шарман.

### Стикування Союзу ТМ-12
20 травня 1991 о 14:30:42 UTC космічний корабель Союз ТМ-12 пристикувався до переднього стикувального вузла базового блоку орбітального комплексу Мир+Союз ТМ-11.
Після стикування на станції перебували: командир восьмого основного екіпажу Афанасьєв Віктор Михайлович, бортінженер восьмого основного екіпажу Манаров Муса Хіраманович, командир дев'ятого основного екіпажу Арцебарський Анатолій Павлович, бортінженер дев'ятого основного екіпажу Крикальов Сергій Костянтинович, космонавт-дослідник сьомого екіпажу відвідин Хелен Патриція Шарман.
21 травня під час сеансу зв'язку з британською школою дівчаток Шерман пояснила, що проблеми з панелями сонячних батарей пов'язані зі зміною орієнтації станції. Згодом цього дня шум від вентиляторів, циркуляційних насосів та іншого обладнання гучністю 75 дБ припинився, а освітлення вимкнулось. Причиною став збій в роботі системи орієнтації, що унеможливило використання сонячних батарей для заряджання буферних батарей станції. Британка повідомила, що Афанасьєв і Манаров розповіли про виникання подібних проблем раніше. Після потрапляння станції на освітлений бік Землі заряджання буферних батарей вдалось продовжити.

### Відстикування Союзу ТМ-11
26 травня 1991 о 06:15:39 UTC космічний корабель Союз ТМ-11 з екіпажем командир Афанасьєв Віктор Михайлович, бортінженер Манаров Муса Хіраманович, космонавт-дослідник Хелен Патриція Шарман відстикувався від перехідного відсіку базового блоку орбітального комплексу Союз ТМ-10+Мир.
Після відстикування на станції залишився дев'ятий основний екіпаж: командир Арцебарський Анатолій Павлович, бортінженер Крикальов Сергій Костянтинович.

### Посадка Союзу ТМ-11
26 травня 1991 о 09:11:59 UTC корабель Союз ТМ-11 увімкнув двигуни на гальмування для сходу з орбіти, о відокремився орбітальний відсік, о 10:04:13 UTC спускний апарат приземлився за 68 км на північний схід від міста Джезказган.
Шерман здійснила політ за програмою Джуно — підтримуваною британською владою приватною програмою.
Програма досліджень Шерман була розроблена радянською стороною і була переважно біологічною. Мішок з 250 тис. насіння братків було закріплено в шлюзовій камері модуля Квант-2 — модулі, не захищеному від космічної радіації. Британка під час зв'язку з британськими школами зазначила, що знайти обладнання на станції набагато важче, ніж було під час тренувань на Землі.